# Henry de Nompère de Champagny
 (janvier 2024).
Pour les autres membres de la famille, voir Famille de Nompère de Champagny.
Henry Clément Ernest Yves Marie de Nompère, comte de Champagny, né le 16 septembre 1890 au château de Kerduel à Pleumeur-Bodou (Côtes-du-Nord en Bretagne) et mort pour la France le 14 mars 1944 en déportation au camp de Flossenbürg en Allemagne, est un militaire français, qui fut officier de l'Armée française durant les Première et Seconde Guerres mondiales.

## Biographie

### Famille
Fils de Henry Clément Nicolas de Nompère de Champagny (1859-1933), conseiller général du canton de Perros-Guirec (1er août 1886) et maire de Pleumeur-Bodou (mai 1888), et de Pauline de Curel (1867-1949), il épouse, le 16 juin 1919, Yvonne des Nouhes de Loucherie (13 février 1896 - ✝ au 19 rue Jacob à Paris 3 novembre 1988 - Paris), dont il a sept enfants :
- cinq filles : Aliette (Comtesse Olivier de La Lande de Calan), Anne (Madame Yves Huon de Penanster de Fontaine), Marie-Antoinette (Baronne Gabriel de Varine-Bohan), Iveline (Comtesse Pierre de Langle), et Yolande (Mère supérieur des Orantes de l'Assomption durant plus de vingt ans)
- deux fils, dont Henri saint-cyrien (1946-1948, promotion Général Leclerc) mort pour la France en Indochine près de Hòa Bình et Aymar, Religieux Père Blanc au Mali, en Afrique, qui meurt le 1 novembre 1998, après 45 ans de mission auprès des plus pauvres.

Les Nompère de Champagny comptent parmi les familles subsistantes de la noblesse française.

### Carrière militaire

#### Première Guerre mondiale
Après Saint-Cyr (1910-1914, promotion de la Moskova), il est mobilisé au 14e régiment de hussards où il s'illustre dans les dernières charges de la cavalerie de l'armée française. Combattant dans les tranchées de Verdun, en 1916, il apprend à piloter pour poursuivre le combat et remporte ses premières victoires aériennes en 1917. Il commande ensuite l'escadrille franco-américaine Spa 163, au sein de laquelle sera gagné le dernier combat aérien du conflit. Le capitaine de Champagny termine la guerre avec la Légion d'honneur, la croix de Guerre et 7 citations. Il avait commencé les combats à cheval, la lance en avant, lutté au fond des tranchées et remporté 5 combats aériens.
En juin 1919, il épouse Yvonne des Nouhes de Loucherie, fille du comte des Nouhes maire de Somloire (Maine-et-Loire) (et dernière du nom de cette antique famille du Poitou remontant aux croisades) auquel il succède en 1920, après la mort prématurée. Conseiller général du canton de Vihiers en 1928, il contribue à la défense des agriculteurs, créant à leur service syndicats et coopératives.

#### Seconde Guerre mondiale
Mobilisé au front en 1939, il commande, à nouveau aux avant-postes, le 30e GRDI (Groupe de reconnaissance divisionnaire d'infanterie), un groupe de reconnaissance qui affronte en Belgique, l'épreuve du "Carrousel de la Mort".
Dans l'amertume de la défaite, Henry de Champagny retrouve Somloire, où 3 ans durant, il mène une résistance opiniâtre aux occupants allemands dont il est un interlocuteur intransigeant, sauvant un maximum de réfugiés ou de réfractaires aux STO. Arrêté par la Gestapo le 18 septembre 1943 sur dénonciation, il est incarcéré à la prison du Pré-pigeon à Angers puis au camp de Royallieu à Compiègne, et ensuite en janvier 1944 déporté dans des wagons à bestiaux jusqu'à Buchenwald, puis Flossenbürg en février. Exténué, malade, au bout de ses souffrances, il meurt le 14 mars 1944, ses cendres sont dispersées par ses bourreaux. Sa foi, lumineuse, profonde, dictait chacun des actes de sa vie.

## Mandats électifs
- Maire de Somloire (Maine-et-Loire) (1920-1944)
- Conseiller général du canton de Vihiers (14 octobre 1928 - 11 décembre 1938)

## Décorations
- Chevalier de la Légion d'honneur (1918)
- Croix de guerre 1914-1918 et 7 citations (1918)
- Croix de guerre 1939-1945 et 2 citations (1939)